# 李肇律
李肇律（1866年11月18日—？年），字懷庚，四川省夔州府雲陽縣人。光緒二十九年（1903年）癸卯補行辛丑壬寅恩正併科進士，官廣西安化廳同知、思恩縣知縣。

## 生平
光緒初入縣學，中進士後分發廣西即用知縣，歷課吏館及土藥統捐局文案，出榷慶遠土藥統稅兼署安化廳同知，改思恩縣知縣。宣統元年，因廣西巡撫張鳴岐舉劾其才具平庸，難資造就，被咨送回籍。
民國後隱居不仕，以經史文藝教其子孫。平素謇默寡言笑，讀書作文有深湛之思．著有《啟賢堂文鈔》、 《駟槐居隨筆》、 《深遠堂詩文集》、《聰彝齋座銘》。